# Euthalia irrubescens
Espèce
Euthalia irrubescens est un papillon de la famille des Nymphalidae, de la sous-famille des Limenitidinae et du genre Euthalia.

## Dénomination
Euthalia irrubescens a été décrit  par Henley Grose Grose-Smith en 1893.

### Sous-espèces
- Euthalia irrubescens irrubescens
- Euthalia irrubescens fulguralis (Matsumura, 1909) ; présent à Taïwan.
- Euthalia irrubescens gustavi (Fruhstorfer, 1913) ; présent à Taïwan[1].

## Description
C'est un grand papillon aux ailes antérieures à bord externe concave, aux ailes de couleur gris-bleu très foncé.

## Écologie et distribution
Euthalia irrubescens est présent dans l'ouest de la Chine et à Taïwan.

### Protection
Pas de statut de protection particulier.

## Philatélie
Ce papillon figure sur une émission du Laos de 1986 (valeur faciale : 1 k).